# Johann Karl Kreiß
Johann Karl Gottlieb Kreiß (* 8. Januar 1866 in Gelnhausen; † 8. März 1945 ebenda) war ein deutscher Politiker (DNVP) und Abgeordneter des Provinziallandtages der preußischen Provinz Hessen-Nassau.

## Leben
Johann Karl Kreiß wurde als Sohn des Steinhauermeisters Johann Konrad Kreiß und dessen Gemahlin Maria Katharina Buchenau geboren. Nach seiner Schulausbildung ging er in die Landesverwaltung und wurde Sekretär bei der Hessischen Brandversicherungsanstalt in Kassel. Vom 2. März 1919 bis Juni 1924 war er als Kasseler Stadtverordneter tätig und Spitzenkandidat der Deutschnationalen Volkspartei. 
1921 wurde er in indirekter Wahl in den Kommunallandtag Kassel des Regierungsbezirks Kassel gewählt, aus dessen Mitte er ein Mandat für den Provinziallandtag der Provinz Hessen-Nassau erhielt. Von 1930 an war Kreiß Rechnungsdirektor und Kasseler Stadtrat. 1940 ging er in den Ruhestand.